# Kenny Cunningham (football, 1971)
Pour les articles homonymes, voir Kenny Cunningham et Cunningham.
Kenny Cunningham, né le 28 juin 1971 à Dublin en Irlande, est un footballeur irlandais.
Ce défenseur central obtient 72 sélections en équipe d'Irlande entre 1996 et 2005, avec qui il dispute la Coupe du monde 2002.
Après avoir joué à Millwall, Wimbledon et Birmingham, il termine sa carrière professionnelle à Sunderland.

## Biographie

### Ses débuts
Kenny Cunningham nait le 28 juin 1971 à Dublin. Il est scolarisé à la St. Vincent's C.B.S. primary and secondary school dans le quartier de Glasnevin. Jeune, il pratique beaucoup plus le football gaélique que le football. Il joue avec son école la finale du championnat scolaire à Croke Park et un de ses coéquipiers est une des futures stars des sports gaéliques Dessie Farrell. Il joue aussi dans le club de Na Fianna GAA et est sélectionné dans l'équipe mineure de Dublin GAA. Il est parallèlement inscrit au Home Farm Football Club où il joue des moins de 9 ans au moins de 17 ans. Il signe alors dans le club amateur des Tolka Rovers.

### Millwall
Le 18 septembre 1989 alors âgé de 18 ans, Kenny Cunningham signe un contrat d'un an avec le Millwall Football Club qui évolue en première division anglaise. Ses attentes, qui étaient de terminer la saison en Angleterre et d'utiliser l'expérience acquise pour obtenir un bon contrat en Irlande, changent lorsque, trois mois avant la fin de cette saison « d'essai », Millwall lui offre un nouveau contrat de deux ans. Il fait ses débuts le 17 mars 1990 au poste d'arrière droit dans un match contre Norwich City. En cinq ans avec le club, il fait 136 apparitions en championnat marque le seul but de sa carrière à Portsmouth en avril 1994.

### Wimbledon
Kenny Cunningham et son coéquipier Jon Goodman migrent vers le Wimbledon Football Club en novembre 1994 pour une somme de 1 300 000 livres sterling. Cette somme est annoncée pour les deux transferts cumulés. Cunningham cumule 250 matchs de championnat avec Wimbledon et est nommé à deux reprises joueur de l'année pour le club. En février 2000, Cunningham est impliqué dans un accident avec Dennis Wise le capitaine du Chelsea FC à la suite d'un match opposant leurs deux équipes. Cunningham admet ensuite avoir eu un comportement inapproprié en réponse à une grave provocation de Wise et est condamné à une amende de 5 000 £ par la Football Association. De son côté, Wise est accusé de mauvaise conduite pour la confrontation présumée dans le tunnel et est condamné à une amende de 7 500 £, tandis que les clubs de Chelsea et de Wimbledon sont eux condamnés à une amende de 50 000 £ chacun pour ne pas avoir contrôlé leurs joueurs,.

### Birmingham
Kenny Cunningham est transféré en 2002 au Birmingham City Football Club nouvellement promu en Premier League pour une somme de 600 000. Il s'impose immédiatement comme titulaire en défense centrale plutôt qu'à son habituel poste d'arrière latéral, et joue à la place de Steve Vickers le capitaine du club qui vient de se blesser. Il forme alors avec Matthew Upson une paire de défenseurs centraux particulièrement efficaces. À la fin de la saison 2022-2003, ses coéquipiers le choisissent comme le meilleur joueur du club.
Après les premiers matchs de la saison 2003-2004, le manager de Birmingham Steve Bruce décrit son joueur comme « sur la forme actuelle… c'est le meilleur défenseur de Première ligue ». Surnommé « King Kenny » par les fans de City, Cunningham a la réputation d'être un défenseur solide et organisé. Le joueur de Manchester United et de l'équipe d'Irlande Denis Irwin suggère en novembre 2003 que, bien que ses capacités aient été sous-estimées dans le passé, « cette année… les gens réalisent combien il est bon actuellement ».
Après la relégation du club à la fin de la saison 2005-2006, Cunningham et sept autres joueurs de l'équipe première sont écartés. Le 11 mai 2006, Cunningham lance une attaque cinglante dans la presse contre Bruce et le conseil d'administration, attribuant la relégation du club à un manque de préparation tout au long de la saison et comparant le club à un « cadavre raide » qui n'a « aucun battement de cœur et, plus inquiétant, aucune âme ». Bien que les fans aient, dans l'ensemble, soutenu l'opinion de Cunningham, le club réagit fortement, et le président David Gold s'est demandé « si Kenny aurait dit les mêmes choses si nous étions restés en haut, si Portsmouth avait été relégué et s'il avait reçu un nouveau contrat lucratif ».
Kenny Cunningham signe ensuite au Sunderland Association Football Club le 19 juillet 2006 dont le président est alors l'Irlandais Niall Quinn. Ce sont ses qualités de leadeur qui sont alors recherchées. Il fait onze apparitions avec les Black Cats qui remportent le championnat de deuxième division cette année-là mais il ne fait plus aucune apparition après le mois d'octobre à cause d'une blessure alors qu'il venait juste d'être nommé capitaine de l'équipe par l'entraîneur Roy Keane. Il est libéré de son contrat en fin de saison et annonce peu après la fin de sa carrière professionnelle.

### En équipe nationale
Kenny Cunningham a accumulé 72 sélections en équipe de république d'Irlande de football. Il fait ses débuts le 24 avril 1996 lors d'un match amical perdu 2-0 contre la République tchèque.
En 1998 il est élu meilleur international irlandais de l'année.
En 2001, il revient en équipe nationale après une longue blessure ; il remplace Richard Dunne et est associé à Gary Breen en défense centrale pour un match contre Chypre.
Après la coupe du monde 2002, Kenny Cunningham est nommé capitaine de l'équipe d'Irlande. Selon le sélectionner Mick McCarthy : « Les qualités de Kenny en tant que joueur sont faciles à voir. Dès le premier jour, il a eu une grande influence. Il parle sur le terrain, il organise les joueurs autour de lui et, en dehors du terrain, il a une influence calme. ».
Kenny Cunningham prend sa retraite internationale à l'âge de 34 ans le 12 octobre 2005 après un match nul à Lansdowne Road contre la Suisse. Ce match nul élimine définitivement l'Irlande de la qualification à la Coupe du monde de football 2006.

## Palmarès
- 72 sélections en équipe d'Irlande entre 1996 et 2005
- Champion d'Angleterre de D2 lors de la saison 2006-2007 avec Sunderland

## Éléments statistiques
| Saison                | Club                  | Championnat           | Championnat | Championnat | Coupe(s) nationale(s) | Coupe(s) nationale(s) | Compétition(s) continentale(s) | Compétition(s) continentale(s) | Compétition(s) continentale(s) | République d'Irlande | République d'Irlande | Total | Total |
| Saison                | Club                  | Division              | M.          | B.          | M.                    | B.                    | Comp.                          | M.                             | B.                             | M.                   | B.                   | M.    | B.    |
| 1989-1990             | Millwall FC           | First Division        | 5           | 0           | 0                     | 0                     | -                              | -                              | -                              | -                    | -                    | 5     | 0     |
| 1990-1991             | Millwall FC           | Second Division       | 23          | 0           | 1                     | 0                     | -                              | -                              | -                              | -                    | -                    | 24    | 0     |
| 1991-1992             | Millwall FC           | Second Division       | 17          | 0           | 1                     | 0                     | -                              | -                              | -                              | -                    | -                    | 18    | 0     |
| 1992-1993             | Millwall FC           | First Division        | 37          | 0           | 6                     | 0                     | -                              | -                              | -                              | -                    | -                    | 43    | 0     |
| 1993-1994             | Millwall FC           | First Division        | 39          | 1           | 7                     | 0                     | -                              | -                              | -                              | -                    | -                    | 46    | 1     |
| 1994-1995             | Millwall FC           | First Division        | 15          | 0           | 2                     | 0                     | -                              | -                              | -                              | -                    | -                    | 17    | 0     |
| 1994-1995             | Wimbledon FC          | Premier League        | 28          | 0           | 4                     | 0                     | -                              | -                              | -                              | -                    | -                    | 32    | 0     |
| 1995-1996             | Wimbledon FC          | Premier League        | 33          | 0           | 10                    | 0                     | -                              | -                              | -                              | 6                    | -                    | 49    | 0     |
| 1996-1997             | Wimbledon FC          | Premier League        | 36          | 0           | 14                    | 0                     | -                              | -                              | -                              | 4                    | -                    | 54    | 0     |
| 1997-1998             | Wimbledon FC          | Premier League        | 32          | 0           | 6                     | 0                     | -                              | -                              | -                              | 6                    | -                    | 44    | 0     |
| 1998-1999             | Wimbledon FC          | Premier League        | 35          | 0           | 7                     | 0                     | -                              | -                              | -                              | 7                    | -                    | 49    | 0     |
| 1999-2000             | Wimbledon FC          | Premier League        | 37          | 0           | 6                     | 0                     | -                              | -                              | -                              | 8                    | -                    | 51    | 0     |
| 2000-2001             | Wimbledon FC          | First Division        | 15          | 0           | 5                     | 0                     | -                              | -                              | -                              | 2                    | -                    | 22    | 0     |
| 2001-2002             | Wimbledon FC          | First Division        | 34          | 0           | 2                     | 0                     | -                              | -                              | -                              | 7                    | -                    | 43    | 0     |
| 2002-2003             | Birmingham City       | Premier League        | 31          | 0           | 1                     | 0                     | -                              | -                              | -                              | 8                    | -                    | 40    | 0     |
| 2003-2004             | Birmingham City       | Premier League        | 36          | 0           | 5                     | 0                     | -                              | -                              | -                              | 9                    | -                    | 50    | 0     |
| 2004-2005             | Birmingham City       | Premier League        | 36          | 0           | 2                     | 0                     | -                              | -                              | -                              | 11                   | -                    | 49    | 0     |
| 2005-2006             | Birmingham City       | Premier League        | 31          | 0           | 2                     | 0                     | -                              | -                              | -                              | 3                    | -                    | 36    | 0     |
| 2006-2007             | Sunderland AFC        | Championship          | 11          | 0           | 1                     | 0                     | -                              | -                              | -                              | -                    | -                    | 12    | 0     |
| Total sur la carrière | Total sur la carrière | Total sur la carrière | 531         | 1           | 82                    | 0                     | -                              | 0                              | 0                              | 72                   | 0                    | 685   | 1     |

## Sources
- (en) Stephen McGarrigle, The Complete who's who of Irish international football : 1945-1996, Edimbourg, Mainstream Publishing, octobre 1996, 237 p. (ISBN 1-85158-894-9), p. 48